# Rudolf Höss
Rudolf Franz Ferdinand Höss (Höß) (25. listopadu 1901 Baden-Baden – 16. dubna 1947 Osvětim) byl nacistický válečný zločinec a první hlavní velitel koncentračního tábora Auschwitz u polské Osvětimi. Člen NSDAP (č. 3 240) a SS (č. 193 616).

## Život

### Mládí
Narodil se 25. listopadu 1901 v Baden-Badenu v přísně katolické rodině. Jeho otcem byl Franz Xaver Höss, matkou Paulina Specková. Otec vyžadoval přísnou poslušnost, založenou na jeho náboženském přesvědčení a dřívějších vojenských zkušenostech. Mladý Rudolf byl vychován tak, aby bezpodmínečně poslouchal příkazy starších a nadřízených osob. Po začátku první světové války začal pracovat jako dobrovolník v nemocnici, kam byli přiváženi zranění vojáci. Ačkoliv si otec přál, aby se z Rudolfa stal kněz, vstoupil mladý Rudolf rok po jeho smrti jako dobrovolník do armády. 1. srpna 1916 vstoupil do 21. pluku bádenských dragounů (v této jednotce dříve sloužil jeho otec i děd). V první světové válce se účastnil bojů v Turecku, Iráku a Palestině. Získal železný kříž I. a II. třídy. Během jeho nepřítomnosti mu v roce 1917 zemřela matka. Po návratu domů zjistil, že si příbuzní rozebrali její majetek, neboť počítali s tím, že se Rudolf stane knězem a jeho sestry zůstanou v klášteře. Doktor Vogel, který byl vykonavatel závěti jeho otce, mu odmítl vydat peníze na jiné vzdělání než duchovní. Stal se proto členem Freikorpsu, v jehož řadách operoval v Pobaltí, Horním Slezsku a Porúří.

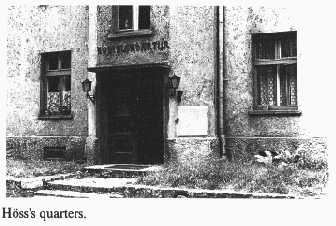
Sídlo Hösse v Osvětimi
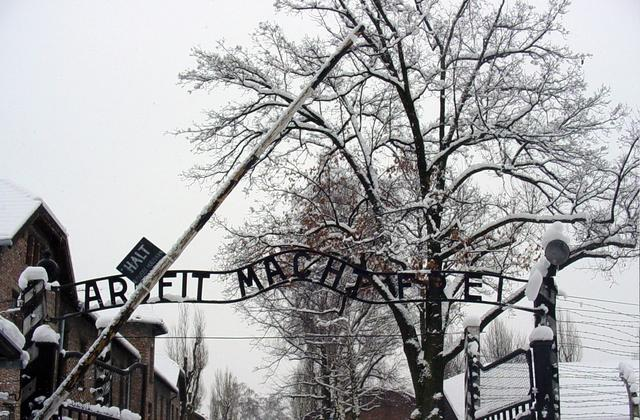
Práce osvobozuje, tamtéž

### Nacistická éra
V roce 1922 vystoupil z katolické církve a krátce nato se stal členem NSDAP (členské číslo 3 240). V roce 1923 byl odsouzen za vraždu Waltra Kadowa k 10 letům vězení. Propuštěn byl po šesti letech na základě všeobecné amnestie. Po návratu z vězení mu nějaký čas trvalo, než si zvykl na novou realitu. Pomáhali mu v tom jeho známí z NSDAP. Ti po něm chtěli, aby buďto odjel do ciziny nebo začal pracovat v bojových jednotkách strany. Höss se však rozhodl stát se zemědělcem. Dostal se do kontaktu se Svazem Artamanů – rolnickým hnutím, které se snažilo žít v souladu se zemí a propagovalo myšlenky sociálního darwinismu a nadřazenost germánské rasy (k této skupině patřil mj. i Heinrich Himmler). Mezi těmito lidmi poznal Höss i svoji budoucí ženu – Hedwigu Henselovou, s níž se v roce 1929 oženil a později s ní měl 5 dětí.
V roce 1934 jej Himmler přesvědčil, aby vstoupil do SS. Stal se členem SS-Totenkopfverbände a v prosinci byl odvelen do koncentračního tábora Dachau. Sloužil nejprve jako řadový strážce, později jako velitel bloku (Blockführer). Setkal se zde s tvrdou školou Theodora Eickeho, který se snažil, aby strážci považovali všechny vězně za nepřátele státu a podle toho s nimi i jednali.
V roce 1938 získal hodnost SS-Hauptsturmführera a byl převelen do koncentračního tábora Sachsenhausen, kde sloužil jako adjutant velitele tábora a později jako vedoucí tábora (Schutzhaftlagerführer).
Osvětim poprvé navštívil 18. dubna 1940 jako člen komise, která měla posoudit, zdali je toto místo vhodné ke zřízení koncentračního tábora. 4. května 1940 byl oficiálně jmenován Himmlerem velitelem nově vznikajícího tábora Auschwitz, kde měl dohlížet na jeho výstavbu. Původně velel táboru Auschwitz I – Stammlager (kmenový tábor), později se táborový komplex značně rozrostl (zejména o Auschwitz II-Birkenau a Auschwitz III-Monowitz, ale také řadu pobočných táborů). V prvních letech byl tábor určen zejména pro polské politické vězně. V roce 1941 byl Höss Himmlerem pověřen transformovat Auschwitz na největší vyhlazovací tábor. V rámci studia vražedných metod navštívil vyhlazovací tábor v Treblince. V září 1941, v době Hössovy nepřítomnosti v Auschwitz, vyzkoušel Karl Fritzsch k vraždění obětí Cyklon B, který se do té doby v táboře používal k hubení hmyzu. Höss později v Birkenau koordinoval výstavbu moderních plynových komor s krematorii. Co se týče prvních pokusů s Cyklonem B, vzpomínal pak během Norimberského procesu na ně takto: „Do té doby ani já, ani Eichmann jsme nedovedli najít způsob, jak je budeme hromadně popravovat. Mělo být k tomu sice použito jakéhosi plynu, ale nebylo známo, o jaký plyn jde a jak ho užívat. Těmito pokusy jsme nalezli současně plyn i způsob postupu…“
Höss velel jako hlavní velitel táboru až do listopadu 1943, kdy se z táborů v Birkenau a Monowicích staly samostatné jednotky s vlastními veliteli. Jeho nástupci ve velení vyhlazovacího tábora Auschwitz-Birkenau se stali velitelé Arthur Liebenhenschel, později Richard Baer, Monowicím velel Heinrich Schwarz, mužskému táboru v Březince velel např. Friedrich Hartjenstein či Josef Kramer. Höss se od 1. prosince 1943 stal vedoucím odboru DI na Inspekci koncentračních táborů, kde působil až do května 1945. Velitelem všech krematorií v Březince pak Höss pro dobré organizační schopnosti jmenoval Otta Molla.
V květnu 1944 se do Auschwitz vrátil, aby pomáhal při likvidaci zhruba 400 000 maďarských Židů (po něm pojmenované Akci Höss).

### Zajetí, svědectví, soud a rozsudek
Dopaden byl 11. března 1946 Brity, svědčil u Norimberského tribunálu v procesu s Ernstem Kaltenbrunnerem a poté byl předán k soudu do Varšavy. Tam byl odsouzen k trestu smrti a 16. dubna 1947 oběšen na symbolickém místě – na šibenici za krematoriem č. 1 v Osvětimi.
Během Norimberského procesu, ke kterému byl převezen jako svědek, byl jeden z mála velitelů, kteří vinu nezapírali – naopak některé postupy v masovém vraždění podrobně popsal. Byla zaznamenána jeho slova, ve kterých mj. popisuje naprosto klidným tónem způsob zabíjení lidí během jeho velení v Osvětimi:
| „ | Samotné usmrcování trvalo nejkratší dobu. Za půl hodiny jsme mohli vyřídit 2 000 lidí, ale spalování trvalo strašně dlouho. Zabíjení bylo lehké, nebylo třeba ani stráží, aby je nahnali do komor; šli tam dobrovolně, protože si mysleli, že se jdou sprchovat; místo vody jsme pak pustili jedovatý plyn. To všechno šlo velmi rychle. | “ |

### Jeho vztah k Židům a původ antisemitismu
V době, kdy svědčil u Norimberského procesu jako svědek, byl v cele americkým psychologem G. M. Gilbertem dotazován na jeho vztah k Židům, jeho původ antisemitského myšlení a zdali někdy uvažoval o tom, že by si Židé takový osud zasloužili. Höss na to odpověděl:
| „ | Což nechápete, že my z organizace SS jsme neměli co uvažovat o těchto věcech? Ani nás to nikdy nenapadlo. A kromě toho bylo pro nás samozřejmé, že Židé byli vším vinni. Nikdy jsme neslyšeli nic jiného. Nepsalo se tak jenom v novinách, jako bylo Stürmer, ale setkávali jsme se s tím všude. Dokonce i v naší vojenské a ideologické výchově se považovalo za samozřejmost, že musíme chránit Německo před Židy… Teprve po zhroucení Německa jsem začal uvažovat, že to snad nebylo docela správné, když jsem slyšel, co říkali lidé. Ale o tom se takto nikdy předtím nemluvilo, aspoň jsme nic o tom neslyšeli. Dnes bych opravdu rád věděl, zda Himmler sám tomu skutečně věřil nebo zda to předstíral, aby odůvodnil to, co chtěl, abych provedl. Avšak o to vůbec nejde. Byli jsme všichni tak vycvičeni provádět rozkazy, že nikdo o nich ani neuvažoval. Nikoho ani nenapadla myšlenka rozkaz nesplnit – a stejně, když bych to neudělal já, udělal by to někdo jiný… | “ |

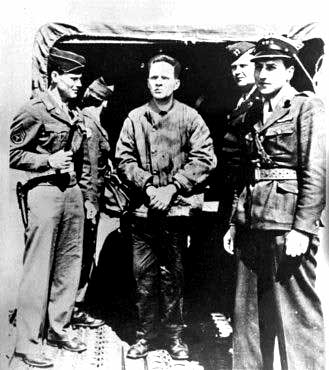
Zajetí
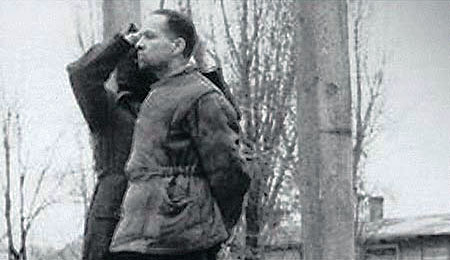
Poprava
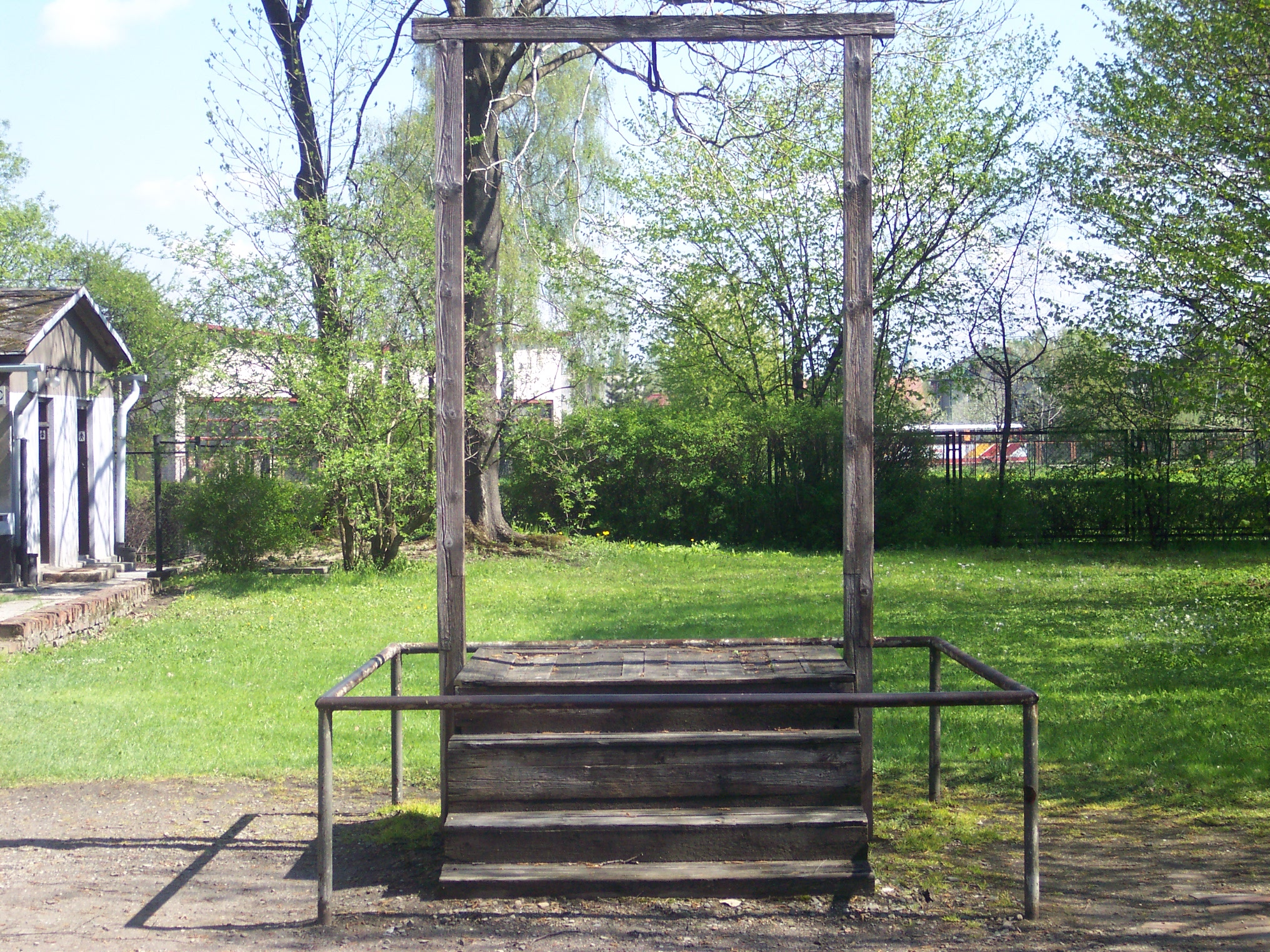
Popraviště